# Afro Dynamic
Afro Dynamic è il quarto album di Laurent Wolf, pubblicato dalla Cyber Production nel 2005.

## Tracce
1. La Coca
2. Bomba
3. Afro Dynamic
4. Saxo Revenge
5. Lyo
6. Feel My Drums
7. Do Brazil
8. Saxo
9. Chicago
10. Saxo Revenge
11. Afro Master Tracks